# Robert Mosbacher
Robert Adam Mosbacher (11. marts 1927 – 24. januar 2010) var en amerikansk politiker og forretningsmand han var USA's handelsminister i perioden 1989-1992
Han blev født i Mount Vernon, New York, og var søn af Gertrude (født Schwartz) og Emil Mosbacher.
Efter hans eksamen, flyttede han til Texas, hvor hans far havde nogle olieinvesteringer, han besluttede sig for selv og gå ind i olievirksomheden, hvor han mødtes og blev ven med den fremtidige præsident George H. W. Bush.
Den 24. januar 2010 døde han af bugspytkirtelkræft, i en alder af 82 år.